# Accumulator
In algemene zin is een accumulator (van Latijn: accumulare, opstapelen) een opslagmedium. In de meeste gevallen gaat het om de opslag van energie, maar in de computertechniek is een accumulator een register in een microprocessor om tussentijds gegevens op te slaan.

## Accumulatie van energie
Verschillende vormen van energie kunnen op verschillende manieren worden opgeslagen. De wens om energie op te slaan kan voortkomen uit de behoefte aan een voorraad voor later gebruik of om de werking van een schakeling of constructie te garanderen dankzij de invloed die de gebruikte accumulatoren uitoefenen.
De accumulatoren van energie kan men indelen in verschillende typen naargelang van de soort energie die men beschikbaar wil hebben:
Elektrische accumulatorwordt meestal afgekort tot accu en is in dat geval altijd een oplaadbare batterij. Een condensator wordt ook gebruikt voor accumulatie van elektrische energie, maar wordt niet gerekend tot de accumulatoren.
Mechanische accumulatorwordt doorgaans veer genoemd en wordt gebruikt voor accumulatie van potentiële energie.
Pneumatische accumulator of accumulator van pneumatische energiewordt gebruikt voor accumulatie van energie in een pneumatisch systeem.
Hydraulische accumulator of accumulator van hydraulische energiewordt gebruikt voor accumulatie van energie in een hydraulisch systeem.
De typen accumulatoren waarnaar hierboven wordt verwezen, kunnen gebruikmaken van verschillende soorten energie-opslag:
- Kinetische energie: de handigste manier om deze energie op te slaan is het vliegwiel. Dit kan met zeer grote snelheid ronddraaien, kan grote hoeveelheden energie opslaan en deze snel afgeven.
- Potentiële energie: hier werkt men met een gewicht, een veer, of een drukvat.
  - Aardpotentiële energie: de energie die gekregen wordt in verband met de positie ten opzichte het aardoppervlak, weergegeven in de formule {\displaystyle E=m\ g\ h}. Deze potentiële energie wordt bijvoorbeeld geaccumuleerd in stuwmeren; ook het Plan Lievense ging uit van het opslaan van potentiële energie.

## Accumulatie van informatie
Bij accumulatie van informatie gaat het doorgaans om opslag van gegevens.

### Computertechniek
In de computertechniek kent men de accumulator als een speciaal soort register. In dit register wordt telkens het resultaat van berekeningen geplaatst. Een instructieset-architectuur die zo'n register heeft, wordt een accumulator-architectuur genoemd.